# Frida Snell
Frida Snell, född 22 december 1981, är en svensk sångerska från Kiruna. Hon har rötter i byn Erkheikki i Pajala kommun och är numera bosatt där. Debutalbumet Black Trillium släpptes den 22 april 2002 efter hitsingeln Lucky Day som fick framgångar både i Sverige och internationellt. Efter detta tog hon en paus från musiken och flyttade tillbaka till Kiruna, och enligt henne själv berodde det på att hon behövde se skog omkring sig. År 2013 släppte hon albumet "Wild hearted diamond" med musikgruppen Frida & the Coolants.
Hon har studerat till jägmästare vid Sveriges lantbruksuniversitet i Umeå och arbetar från 2012 som miljösamordnare på Northland Resources som bedriver gruvdrift i Pajala kommun. Hon har spelat tillsammans med en mängd artister som Freddie Wadling.

## Diskografi

### Studioalbum
- 2002 – Black Trillium

### Singlar
- 2001 – Lucky Day
- 2002 – Valentine's Day